# Wola Sękowa

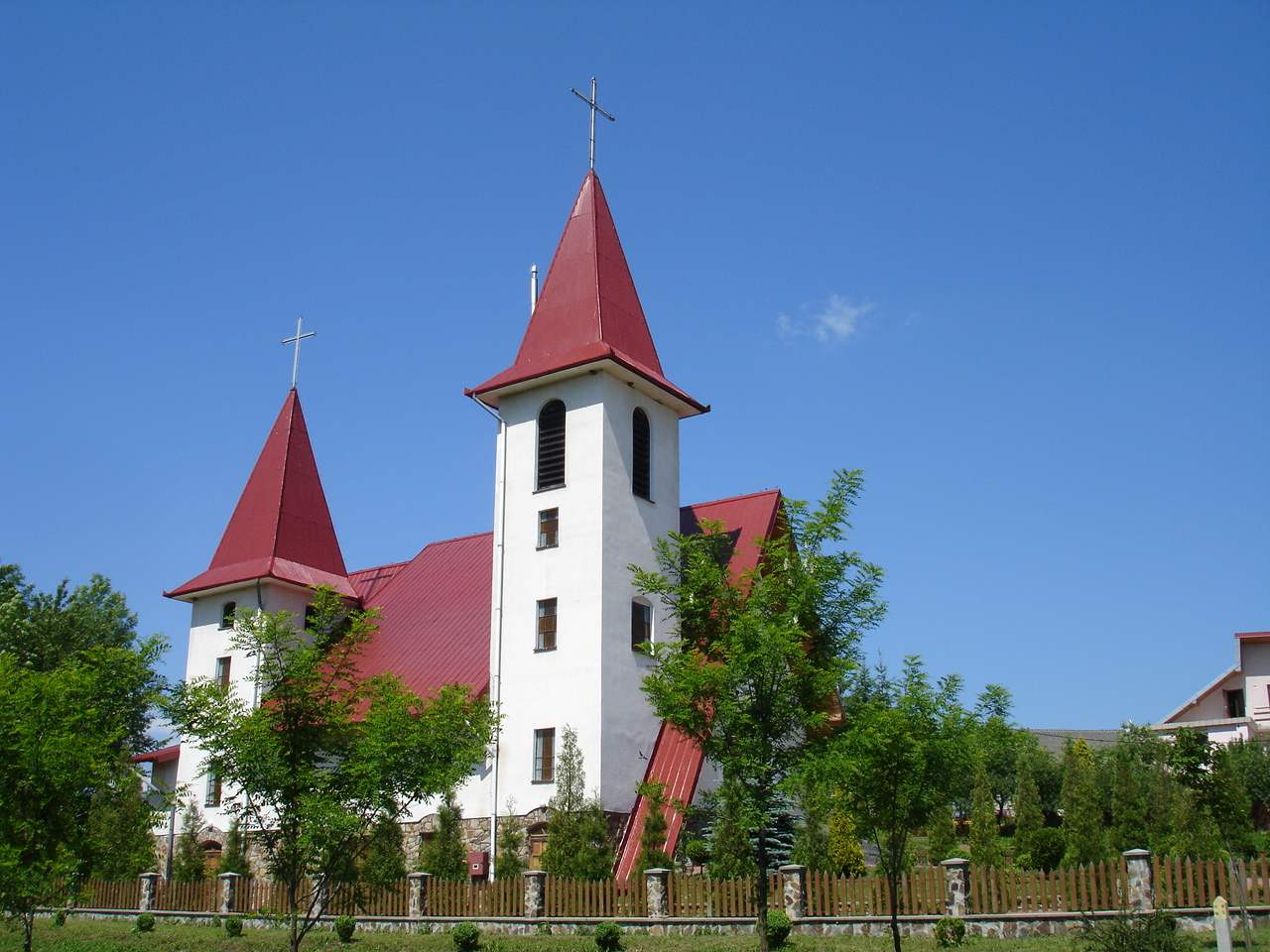
Nhà thờ Latin của Thánh Michael Archangel ở Wola Sękowa

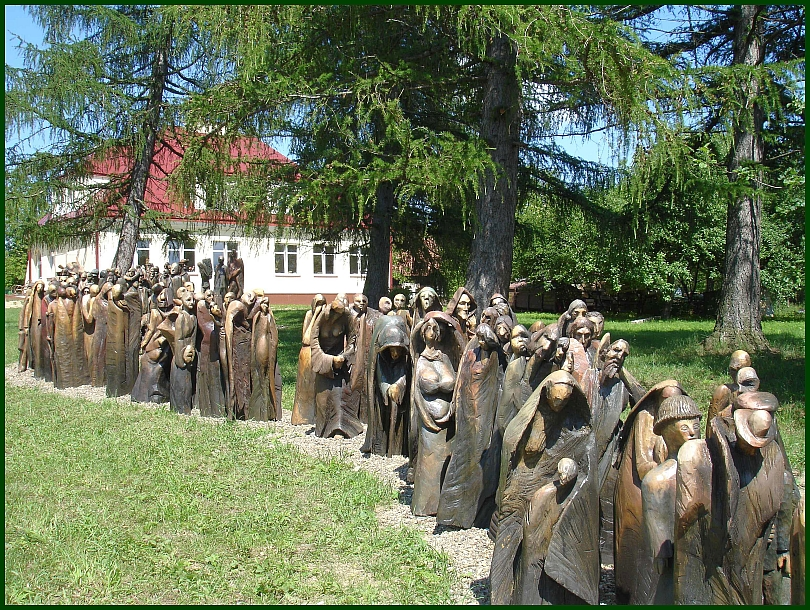
Exodus - dự án đa phương - Wola Sękowa

Wola Sękowa [ˈvɔla sɛŋˈkɔva] (tiếng Ukraina: Воля Сенькова tiếng Ukraina: Воля Сенькова, Volia Sen'kova) là một ngôi làng ở Đông Małopolska thuộc vùng núi Bukowsko, xã nông thôn Bukowsko, giáo xứ ở Bukowsko.
Wola Sekowa cách khoảng 15 dặm từ Sanok ở phía đông nam Ba Lan gần biên giới với Slovakia và Ukraine. Nó nằm dưới khu vực chính dưới chân núi Słonne và có độ cao 340 mét. Nó nằm trong Subcarpathian Voivodship (từ năm 1999), trước đây là ở Krosno Voivodship (1975-1998) và huyện Sanok, (10 dặm về phía đông của Sanok). Các thị trấn gần đó bao gồm Medzilaborce và Palota (ở phía đông bắc Slovakia). Ngôi làng nằm gần sông Pielnica dưới chân dãy núi Bukowica, đây là con đường mòn chính ở Pogórze Bukowskie.

## Lịch sử
Vào tháng 4 năm 1946, ngôi làng bị tấn công bởi một đơn vị mạnh của UPA và một số tòa nhà bị cháy. Chỉ hơn một chục năm sau chiến tranh, ngôi làng bắt đầu xây dựng lại.

## Những con đường mòn đi bộ đường dài
- Tuyến đi bộ châu Âu E8

## Văn chương
- Giáo sư Adam Fastnacht. Lịch sử Slownikczno-Geograficzny Ziemi Sanockiej w redniowieczu (Từ điển lịch sử-địa lý của quận Sanok trong thời trung cổ), Kraków, 2002, ISBN 83-88385-14-3